# Betty Slade
Betty Slade   (Leicester, 18 de juny de 1921 - 3 de novembre de 2000) fou una saltadora anglesa que va competir durant la dècada de 1930.
El 1936 va prendre part en els Jocs Olímpics d'Estiu de Berlín, on fou novena en la prova de trampolí de 3 metres del programa de salts.
En el seu palmarès destaca una medalla d'or al Campionat d'Europa de natació de 1938, per davant de Gerda Daumerlang i Edna Child.